# Walsura trifoliolata
Walsura trifoliolata är en tvåhjärtbladig växtart. Walsura trifoliolata ingår i släktet Walsura och familjen Meliaceae.

## Underarter
Arten delas in i följande underarter:
- W. t. acuminata
- W. t. trifoliolata
- W. t. ternata